# جورج هاميلتون
جورج هاميلتون (بالإنجليزية: George Hamilton)‏ (و. 1917 – 2001 م) هو لاعب كرة قدم، من المملكة المتحدة، شارك في كأس العالم 1954، يلعب كمهاجم داخلي، ومهاجم، توفي في أبردين، عن عمر يناهز 84 عاماً.

## روابط خارجية
- جورج هاميلتون على موقع الاتحاد الدولي (مؤرشف)  (الإنجليزية)
- جورج هاميلتون على موقع الاتحاد الإسكتلندي (الإنجليزية)
- جورج هاميلتون على موقع قاعدة بيانات كرة القدم.إي يو (الإنجليزية)
- جورج هاميلتون على موقع ناشيونال فوتبول تيمز (الإنجليزية)
- جورج هاميلتون على موقع Soccerway.com (الإنجليزية)
- جورج هاميلتون على موقع عالم كرة القدم.نت (الإنجليزية)